# Rune Sandlund
Rune Vilhelm Sandlund, född 20 mars 1945 i Finström på Åland, död 2 mars 2020 i Enskede distrikt, var en åländsk skådespelare. 

## Biografi
Sandlund utexaminerades från Teaterhögskolan 1969 och var anställd vid Lilla Teatern 1969–1972, Åbo svenska teater 1973–1974, Skolteatern 1974–1975 och Svenska Teatern 1975–1983. År 1985 knöts han till Uppsala stadsteater, där han även medverkade i flera tv-produktioner, bland annat den populära serien Vita lögner. I sin åländska hembygd regisserade han en rad uppsättningar, bland annat av Joel Petterssons pjäser med amatörer i rollerna.

## Teater

### Roller
| År   | Roll          | Produktion                                                   | Regi                    | Teater                   |
| ---- | ------------- | ------------------------------------------------------------ | ----------------------- | ------------------------ |
| 1984 | Medverkande   | Paris 1878 Staffan Olzon                                     | Staffan Olzon           | Helsingborgs stadsteater |
| 1984 |               | Diktarens Frida eller Träffas säkrast i hjärtat Hans Granlid | Evan Storm Stina Ancker | Helsingborgs stadsteater |
| 1985 | Gustaf Nordén | Panik i Rölleby Anna Bondestam                               | Bengt Ahlfors           | Helsingborgs stadsteater |